# Abbazia di Muckross

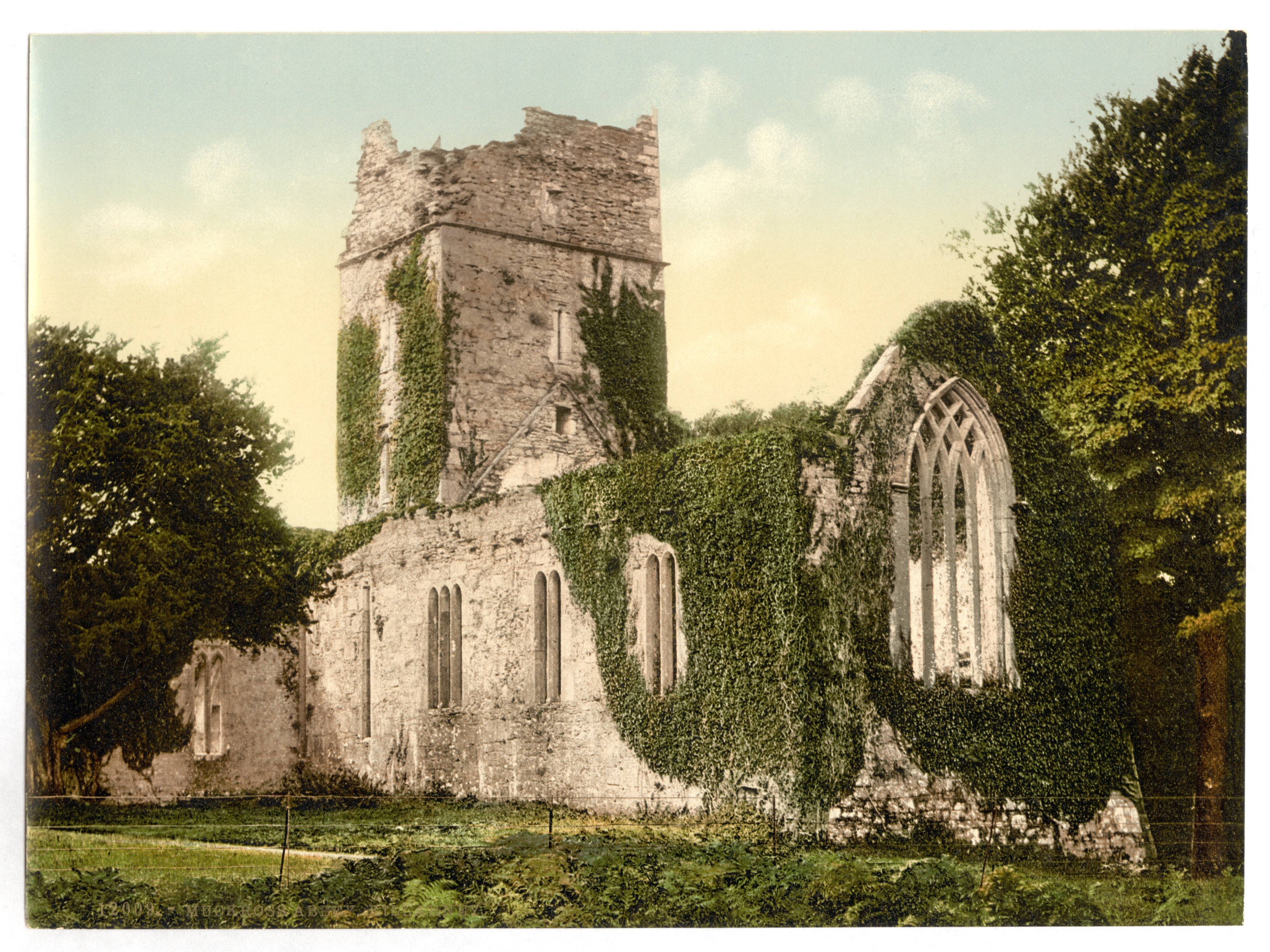
L'abbazia nel 1890

L'abbazia di Muckross (in irlandese: Mainistir Locha Léin e Mainistir Mhucrois ) è uno dei maggiori siti ecclesiastici, che si trova nel Parco nazionale di Killarney, nella contea di Kerry, in Irlanda. 

## Storia
Fu fondata nel 1448 come convento francescano per i francescani osservanti da Donal McCarthy Mor.
Ha avuto una storia violenta ed è stata più volte danneggiata e ricostruita. I frati furono spesso oggetto di incursioni da parte di gruppi di predoni e furono perseguitati dalle forze di Cromwell sotto Lord Ludlow. Oggi l'abbazia è in gran parte senza tetto anche se, a parte questo, è generalmente abbastanza ben conservata. La sua caratteristica più sorprendente è un cortile centrale, che contiene un grande tasso ed è circondato da un chiostro a volta.

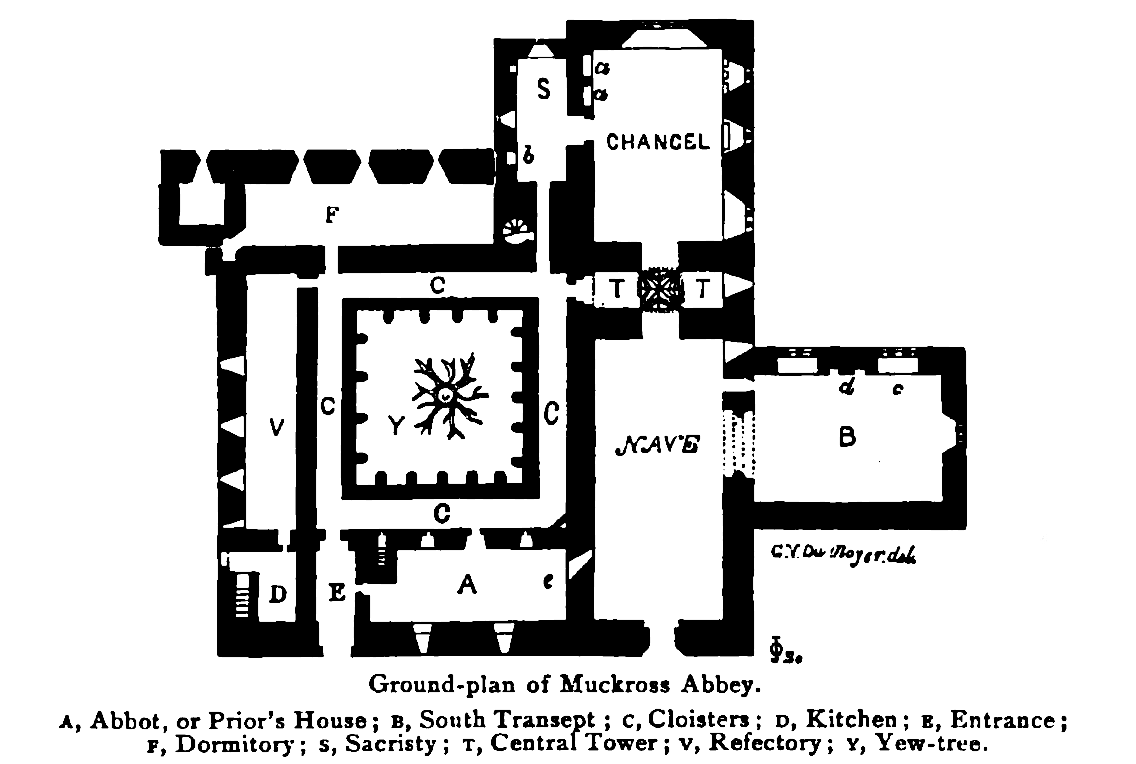
Pianta dell'Abbazia di Muckross

Nel XVII e XVIII secolo divenne il luogo di sepoltura dei famosi poeti della contea di Kerry, O'Donoghue, Ó Rathaille e Ó Súilleabháin, mentre Piaras Feiritéar è sepolto nel cimitero appena fuori l'abbazia.

## Galleria d'immagini

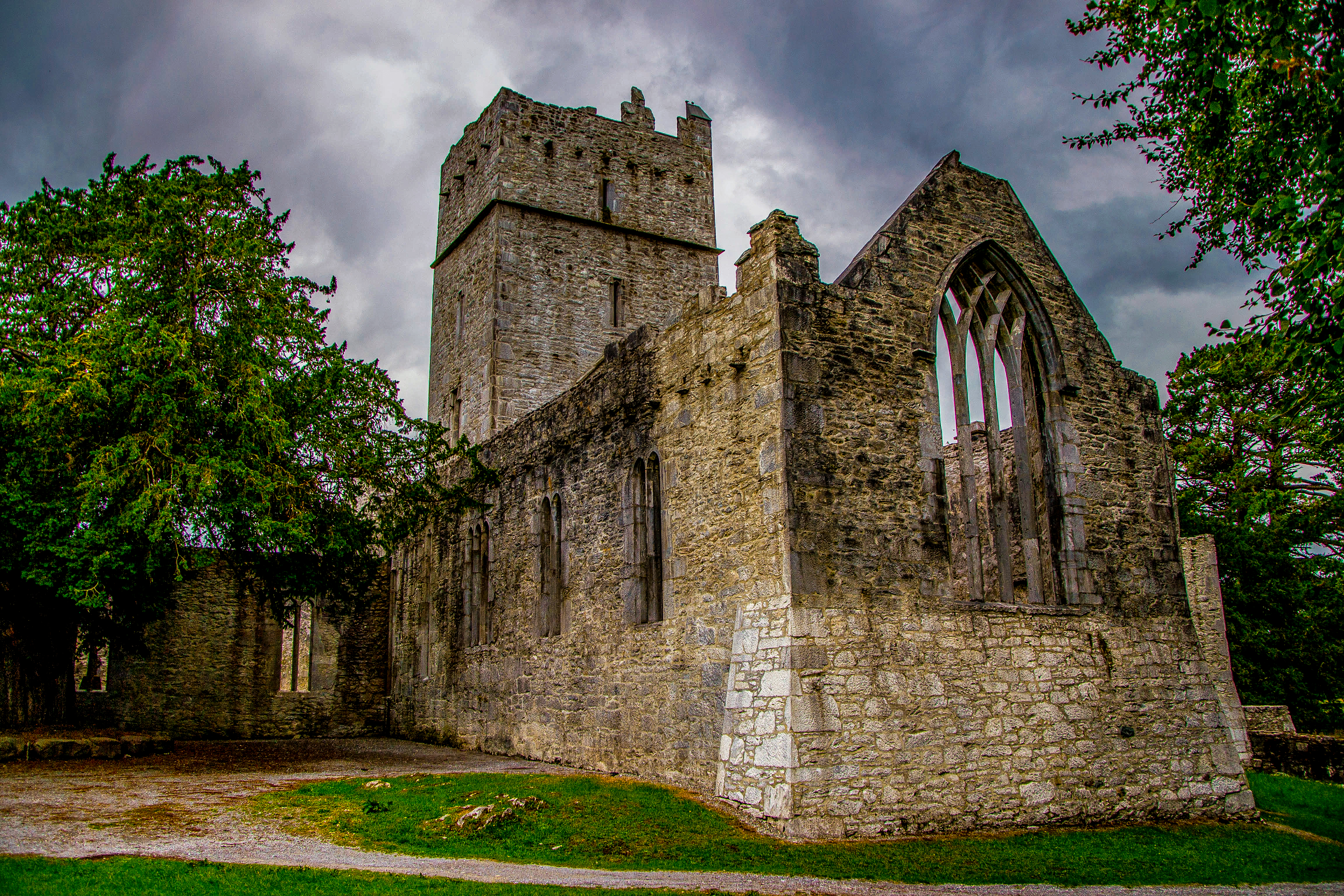
Il Convento.
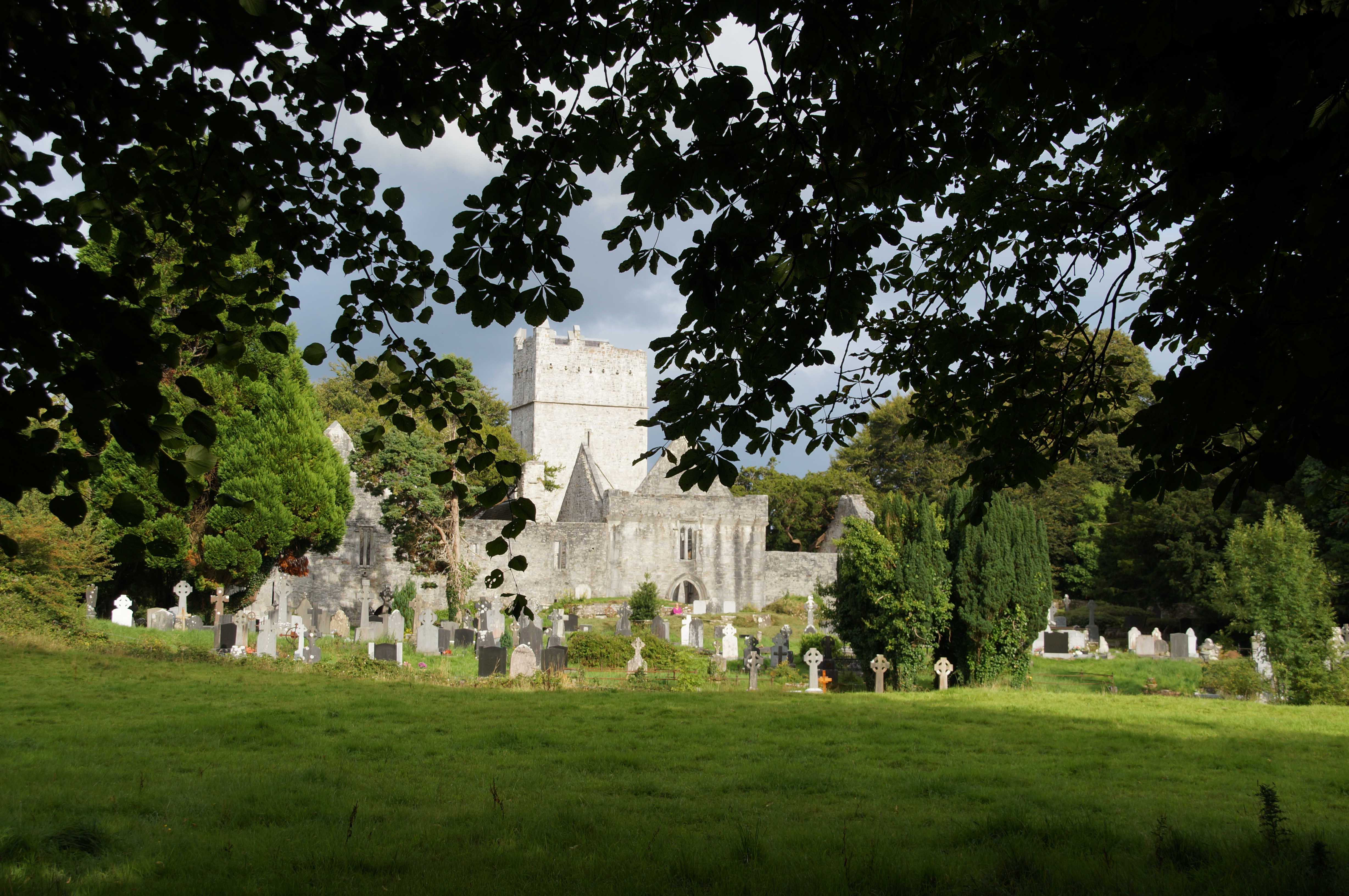
Abbazia e cimitero visti da ovest.
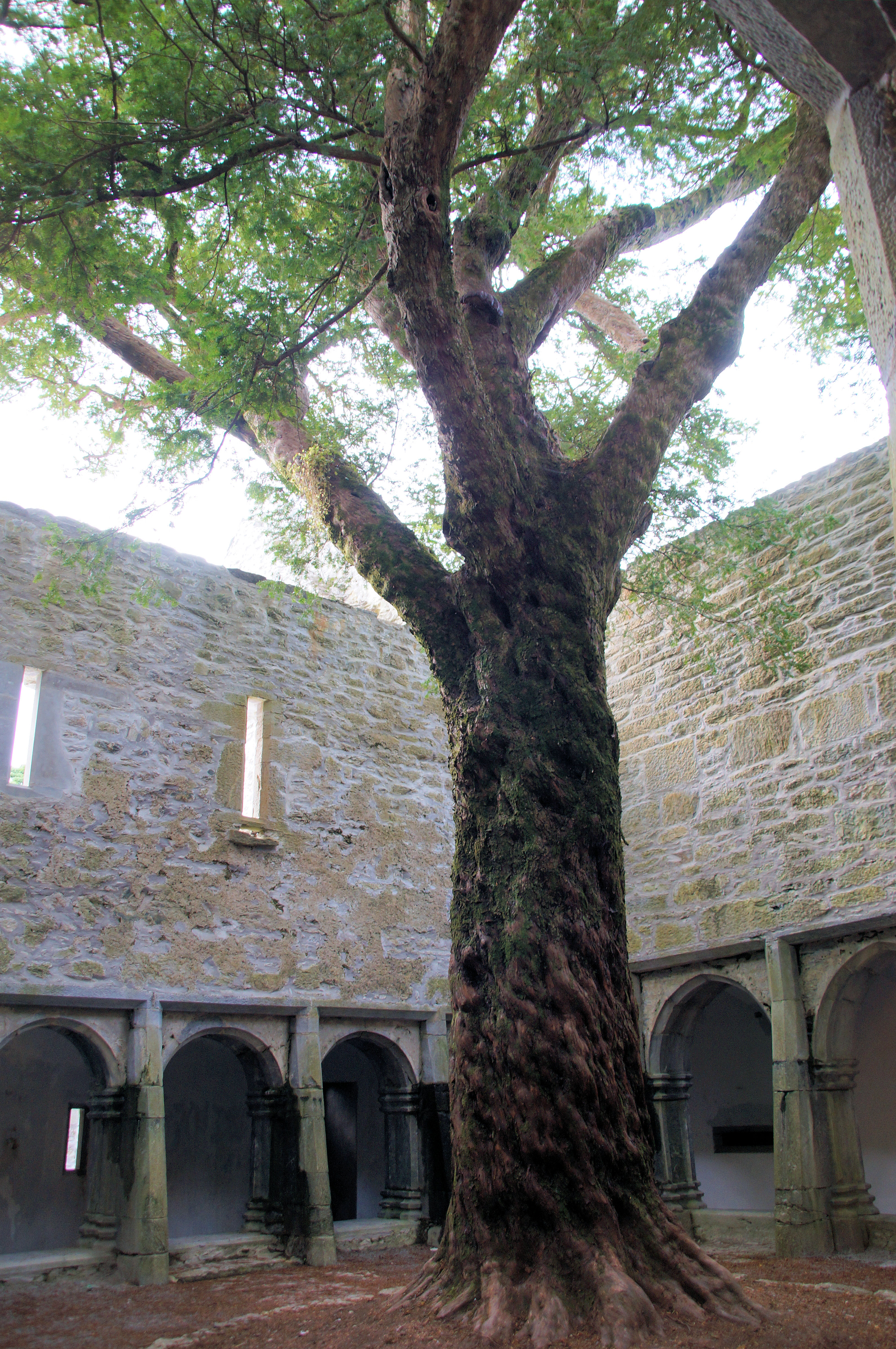
Cortile con chiostro e un grande albero di tasso.
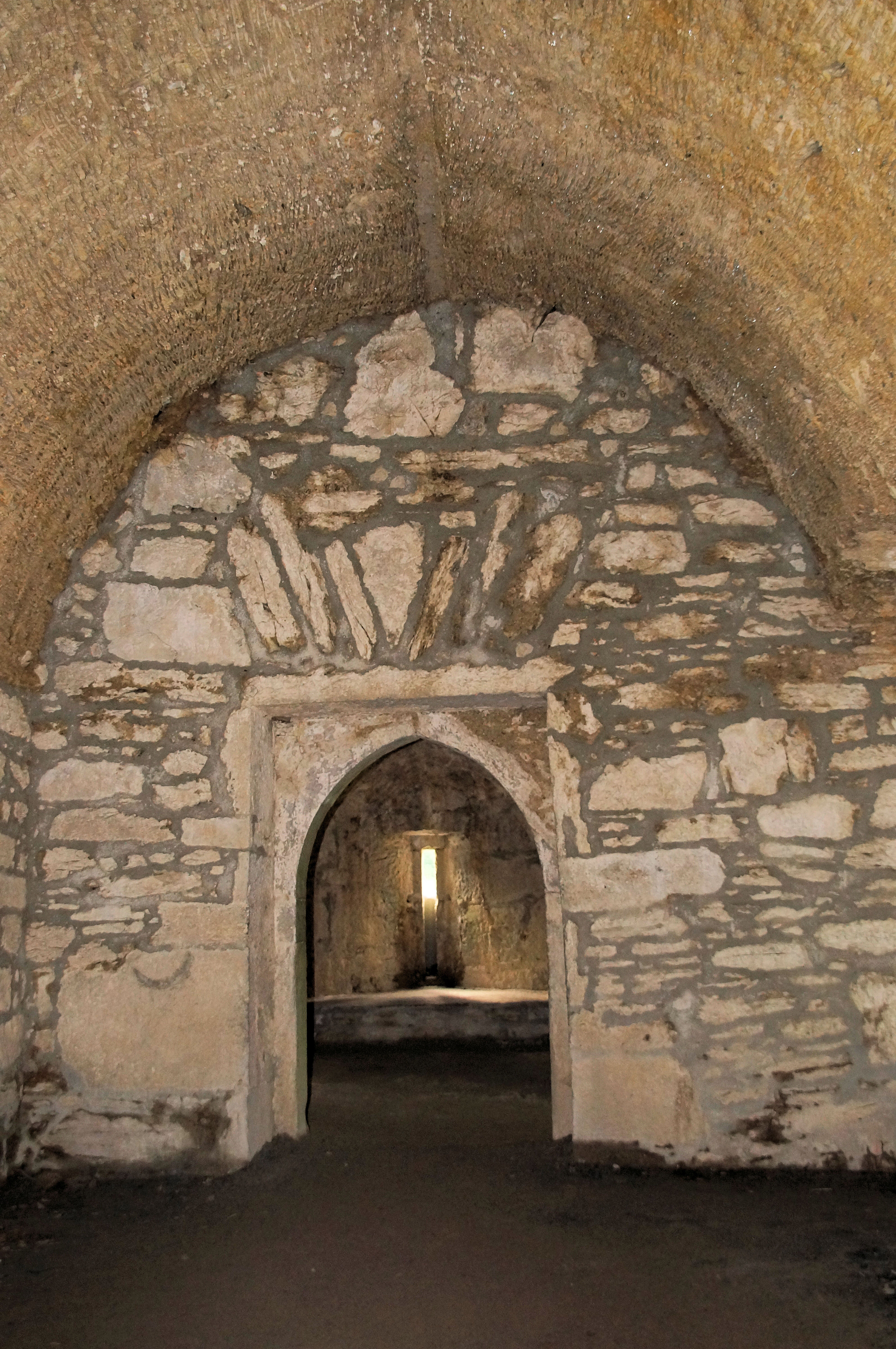
Refettorio.